# Мемориальный дом-музей академика И. М. Виноградова
Мемориальный дом-музей академика И. М. Виноградова — учреждение культуры историко-научной направленности. Находится в городе Великие Луки. С 1 июня 2005 года — структурное подразделение Великолукского краеведческого музея.

## История
Открыт 14 сентября 1986 года согласно Постановлению Совета Министров СССР «Об увековечении памяти академика И. М. Виноградова». Единственный в стране музей, посвящённый учёному-математику. Расположен в городе Великие Луки в восстановленном родительском доме учёного неподалёку от сквера с бронзовым бюстом И. М. Виноградова, установленным 1 ноября 1979 года (скульптор Ю. П. Поммер, архитектор Н. А. Ковальчук, отливка завода «Монументскульптура», г. Ленинград).
В этом доме И. М. Винградов прожил с 1902 по 1910 год. Дом сильно пострадал во время Великой Отечественной войны, переменил немало хозяев. Воссоздание дома-музея проходило при деятельном участии И. М. Виноградова: он подробно описал первоначальные внутренние интерьеры, передал часть мебели.

## Экспозиция
В мемориальный фонд вошли личные вещи и документы И. М. Виноградова различных периодов его жизни, отечественные и зарубежные награды, часть домашней библиотеки, отдельные издания научных трудов И. М. Виноградова, подарки к юбилеям, предметы и документы, характеризующие его увлечения. Их насчитывается около шести тысяч, большинство передано в музей Математическим институтом им. В. А. Стеклова АН СССР, которым И. М. Виноградов руководил более 50 лет.
Музей является культурно-просветительским центром в области математики.

## Галерея

Бюст Виноградова
Делегация МИАН-МГУ на праздновании 120-летия Виноградова. В центре — директор Бобкина Т. Г.
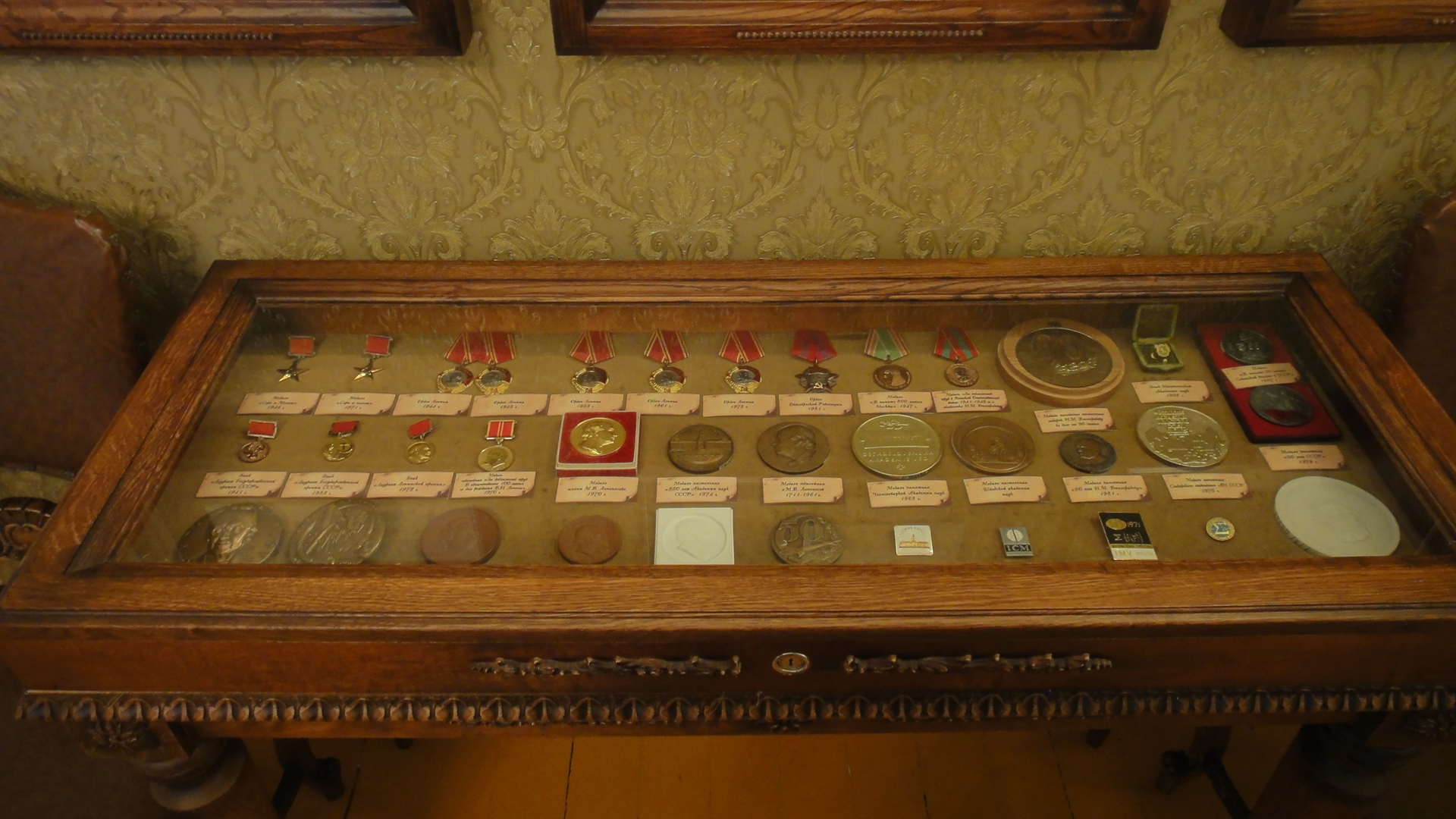
Награды Виноградова
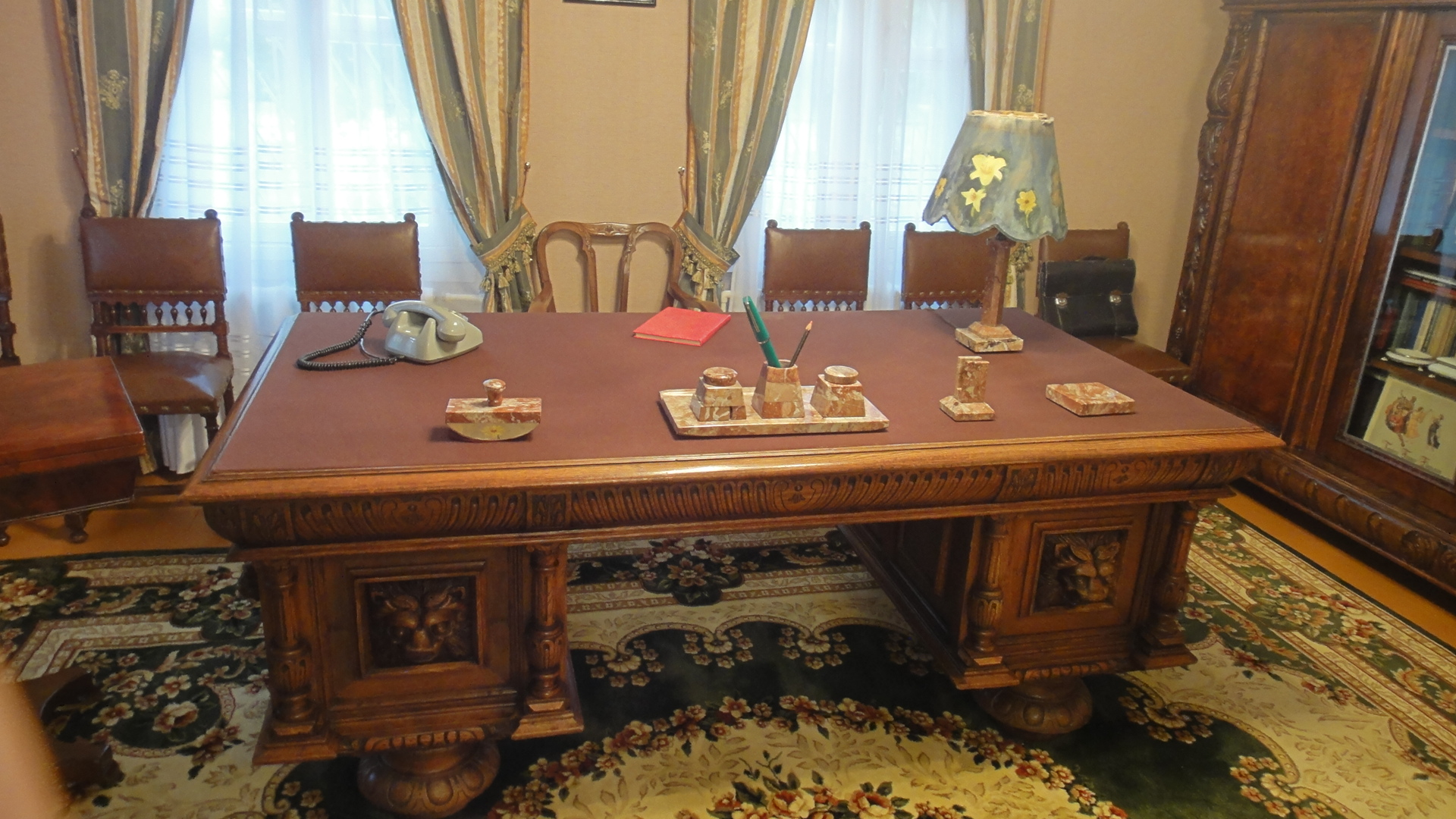
Кабинет Виноградова
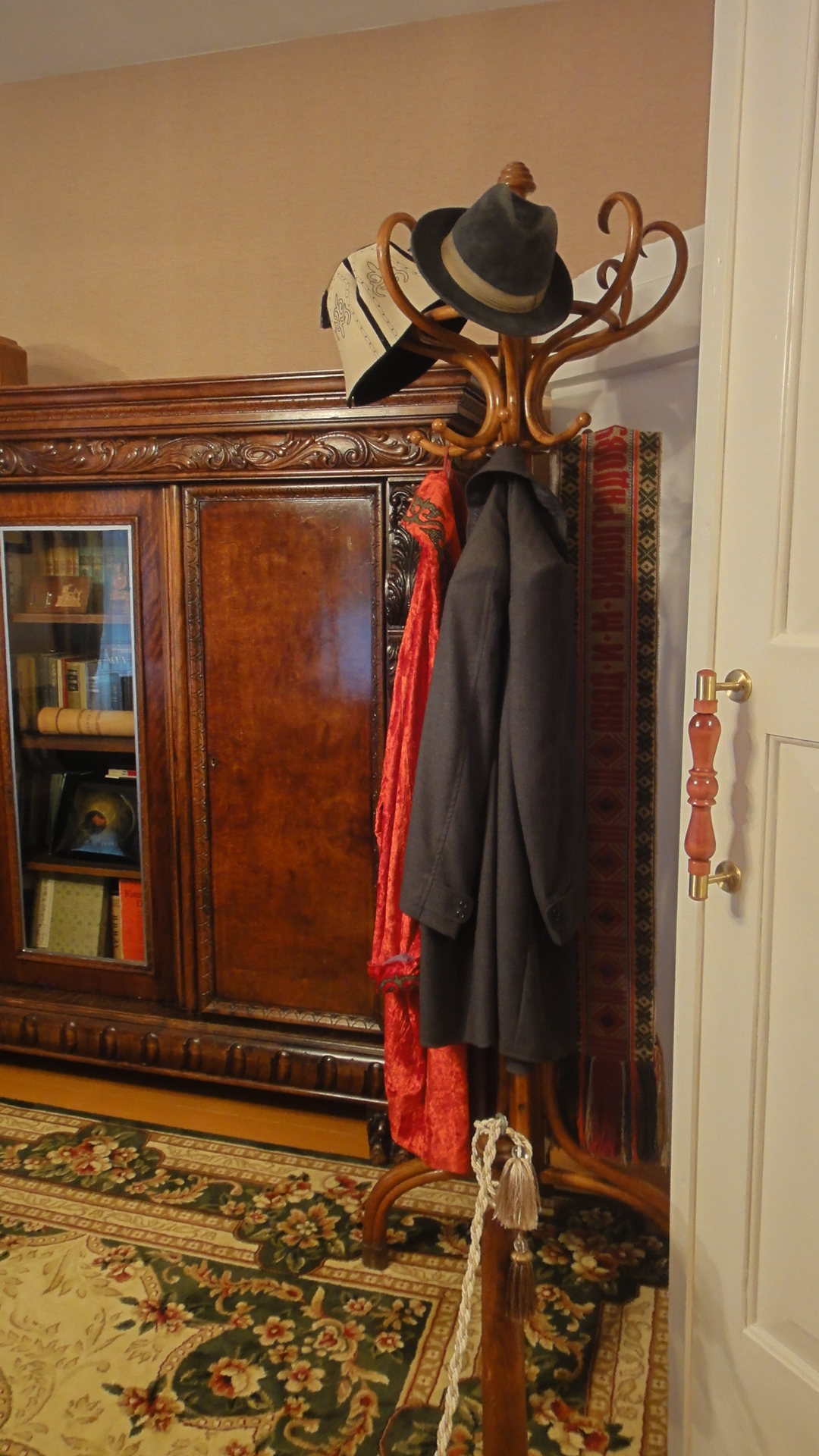
Личные вещи Виноградова
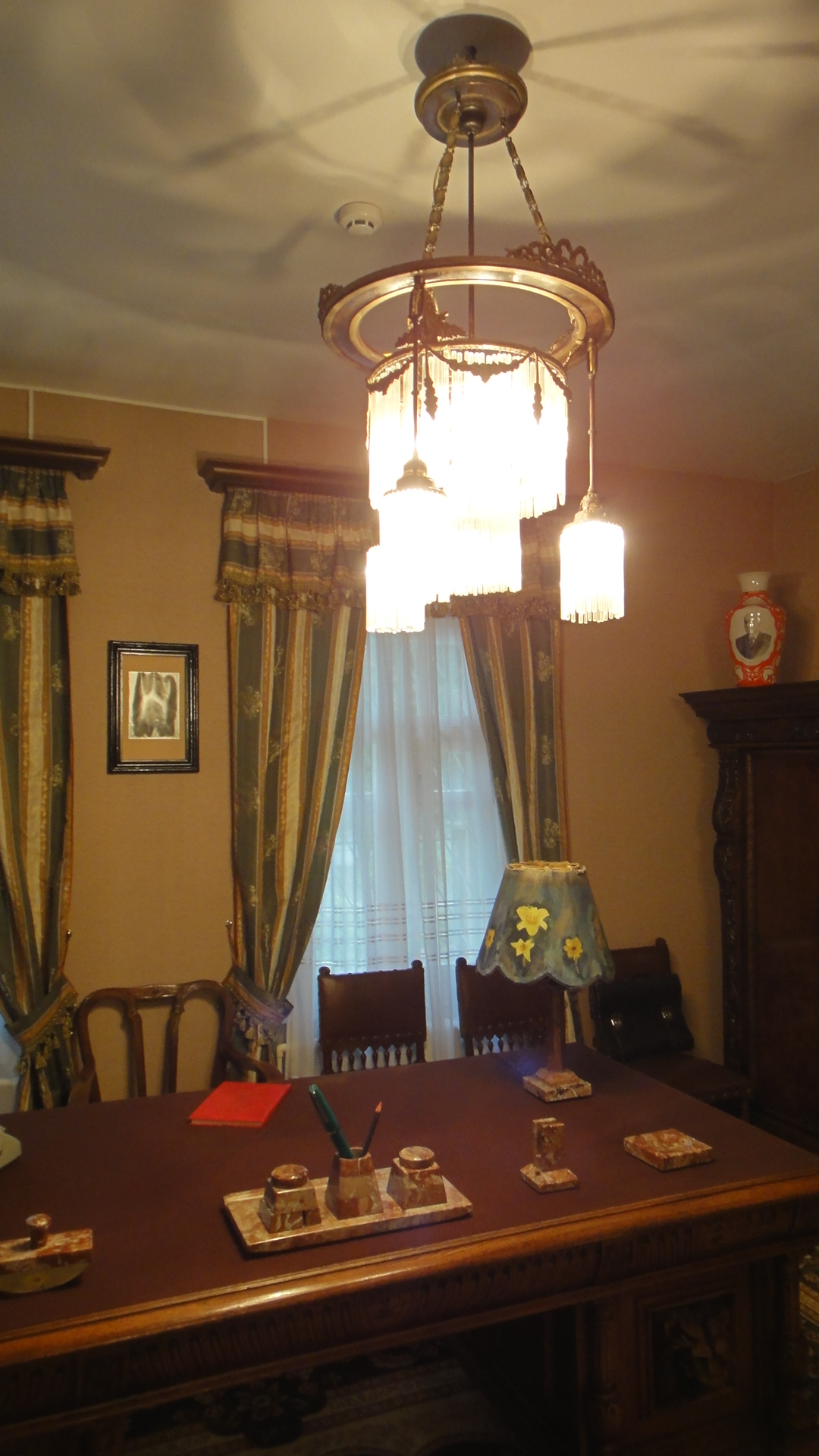
Кабинет Виноградова
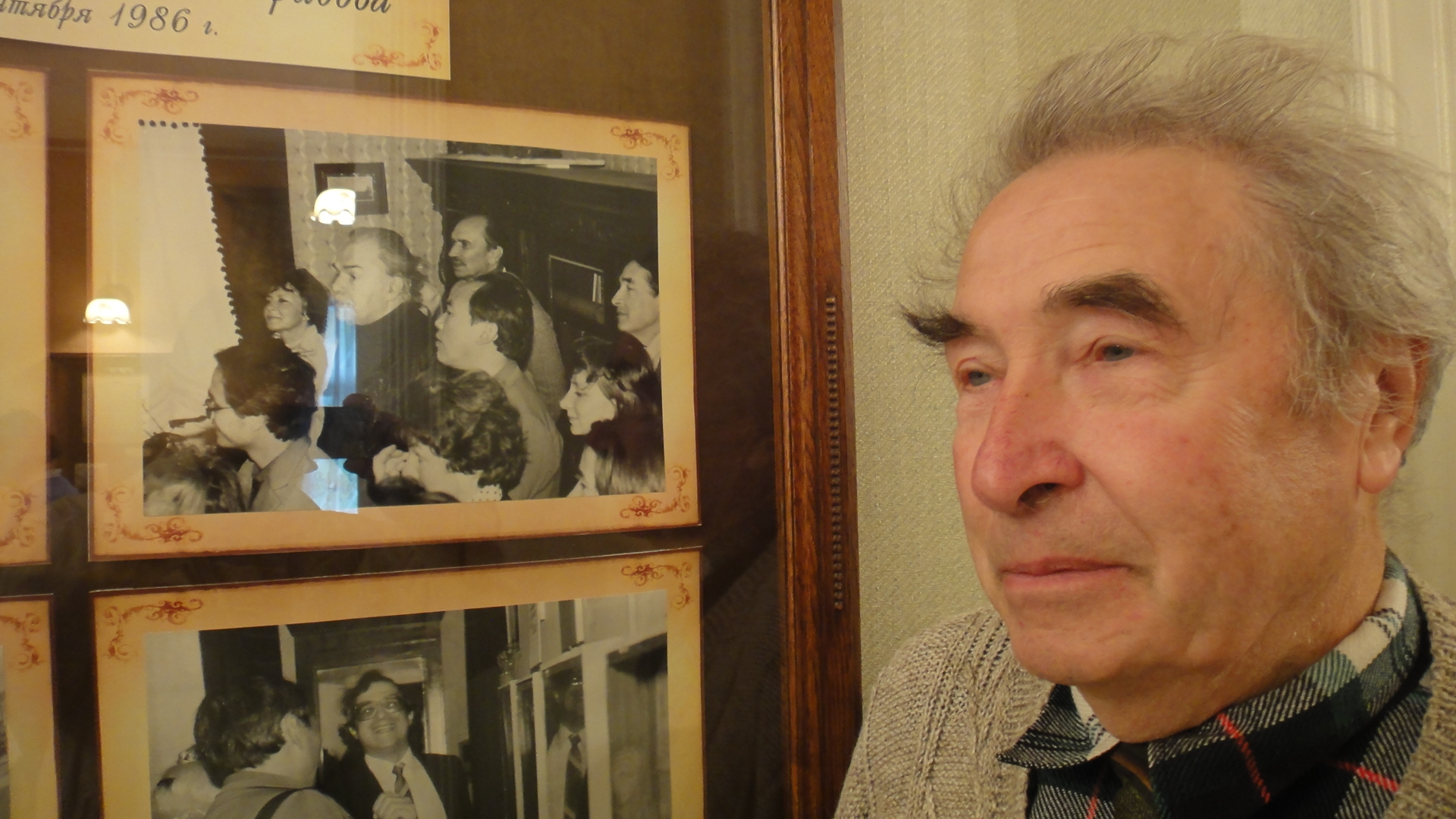
Участник церемонии открытия музея 14.09.1986 г. профессор МИАН С. А. Теляковский (крайний справа на верхнем фото) у стенда с фотографиями церемонии открытия музея. фото 23.09.2011